# Flughafen Charlottetown

i7
i11
i13
Der Charlottetown Airport (IATA: YYG; ICAO: CYYG) ist der größte Flughafen der kanadischen Provinz Prince Edward Island. Er liegt 5,5 km nördlich der Provinzhauptstadt Charlottetown. Der Flughafen ist ein Platz des National Airports Systems und befindet sich im Eigentum von Transport Canada. Betrieben wird er von der „Charlottetown Airport Authority“. Durch Nav Canada wird der Flughafen als Airport of Entry klassifiziert und es sind dort Beamte der Canada Border Services Agency (CBSA) stationiert, damit ist hier eine Einreise aus dem Ausland zulässig.
Angeflogen wird der Flughafen von den Gesellschaften Air Canada Express, Flair Airlines, PAL Airlines, Sunwing Airlines und Westjet Airlines. Diese bieten Verbindungen nach Calgary, Halifax, Montréal-Trudeau und Toronto-Pearson an. Daneben dient der Flughafen der allgemeinen Zivilluftfahrt.

## Geschichte
Das erste Flugzeug landete 1912 in Charlottetown, auf dem Messegelände im Osten der Stadt. Der erste Flugplatz (Upton Field) wurde 1932 nordwestlich der Stadt eröffnet. Bereits im Oktober 1938 erfolgte die Schließung, da die beiden Start- und Landebahnen zu kurz waren. Heute ist das Gelände mit einer Wohnsiedlung überbaut.
Im Juni 1938 ersuchte die Stadtverwaltung das Verkehrsministerium um Mithilfe bei der Planung eines neuen Flughafens. Als neuer Standort wurde der Vorort Sherwood Station gewählt und die Stadt kaufte das Gelände für $30.000. Die Provinzregierung beteiligte sich mit 50 % an den Baukosten und erhielt im Gegenzug die Hälfte der Profite zugesichert, während die Stadt den Betrieb durchführen sollte.
Im Dezember 1939 stellte die Stadt den Flughafen der Bundesregierung für militärische Zwecke zur Verfügung. Die Royal Canadian Air Force erweiterte den Flughafen und verlängerte die Start- und Landebahnen, um während des Zweiten Weltkriegs im Rahmen des Commonwealth Air Training Plan Piloten und Bodenpersonal ausbilden zu können. Die britische Royal Air Force nutzte den Flughafen zwischen Juni 1941 und Februar 1944.
Am 1. Februar 1946 wurde die RCAF Station Charlottetown wieder dem Verkehrsministerium übergeben, woraufhin der zivile Luftverkehr wieder aufgenommen werden konnte. In den folgenden Jahrzehnten erfolgten mehrere Ausbauten. Am 28. Februar 1999 übergab das Verkehrsministerium den Betrieb an die Gesellschaft Charlottetown Airport Authority. Im Jahr 2006 wurden 225.400 Passagiere gezählt, was gegenüber 2002 einer Zunahme von 40 % entspricht. 2019 wurden 383.183 Passagiere abgefertigt.